# Дёрнан, Билл
Уильям Рональд Дёрнан (англ. William Ronald Durnan; 22 января 1916, Торонто, Онтарио, Канада — 31 октября 1972) — канадский хоккеист, вратарь. Провёл 7 сезонов в Национальной хоккейной лиге, выступал за команду «Монреаль Канадиенс».

## Игровая карьера
Билл Дёрнан всю свою непродолжительную карьеру в НХЛ провёл в одном клубе — «Монреаль Канадиенс». Он был обладателем «Везина Трофи», как лучший голкипер лиги, в своих первых четырёх сезонах, став первым вратарём, получавшим этот приз четыре года подряд. В 1948 году Турк Брода из «Торонто Мэйпл Лифс» сумел опередить Дёрнана в борьбе за почётный трофей, но в следующие два сезона вновь не было равных Биллу Дёрнану и он завоевал пятый и шестой «Везина Трофи».
В сезоне 1947/48 Дёрнана назначили капитаном «Монреаля». Однако он так часто задерживал игру, обсуждая с арбитрами свои требования, что представители других команд стали утверждать, будто он умышленно затягивает время, чтобы дать игрокам «Канадиенс» отдохнуть. По окончании сезона НХЛ ввела правило, запрещающее вратарям выполнять обязанности капитана, известное как «Правило Дёрнана».
Билл Дёрнан в равной степени хорошо играл обеими руками, поэтому использовал в игре перчатки особой конструкции, позволявшие и держать клюшку, и ловить шайбу.
В 1950 году Дёрнан решил завершить свою карьеру. В 1964 году Билл Дёрнан был введён в Зал хоккейной славы в Торонто.

## Награды и достижения
- Обладатель Кубка Стэнли (2): 1944, 1946
- Обладатель Везина Трофи (6): 1944, 1945, 1946, 1947, 1949, 1950
- Участник матчей всех звёзд НХЛ (3): 1947, 1948, 1949
- Член Зала хоккейной славы в Торонто: 1964
- Включён под номером 34 в список 100 лучших игроков Национальной хоккейной лиги всех времён по версии журнала The Hockey News (1998)
- Включён Список 100 величайших игроков НХЛ по версии лиги (2017).

## Клубная карьера
Легенда:
 И = Игры, В = Выигрыши, П = Поражения, Н = Ничьи, С = Игры на ноль, ПС = Пропущено в среднем за игру
| 1943/44     | Монреаль Канадиенс | НХЛ         | 50  | 38  | 5   | 7  | 2  | 2,18 | 9  | 8  | 1  | — | 1 | 1,53 |
| 1944/45     | Монреаль Канадиенс | НХЛ         | 50  | 38  | 8   | 4  | 1  | 2,42 | 6  | 2  | 4  | — | 0 | 2,41 |
| 1945/46     | Монреаль Канадиенс | НХЛ         | 40  | 24  | 11  | 5  | 4  | 2,60 | 9  | 8  | 1  | — | 0 | 2,07 |
| 1946/47     | Монреаль Канадиенс | НХЛ         | 60  | 34  | 16  | 10 | 4  | 2,30 | 11 | 6  | 5  | — | 1 | 1,92 |
| 1947/48     | Монреаль Канадиенс | НХЛ         | 59  | 20  | 28  | 10 | 5  | 2,77 | —  | —  | —  | — | — | —    |
| 1948/49     | Монреаль Канадиенс | НХЛ         | 60  | 28  | 23  | 9  | 10 | 2,10 | 7  | 3  | 4  | — | 0 | 2,18 |
| 1949/50     | Монреаль Канадиенс | НХЛ         | 64  | 26  | 21  | 17 | 8  | 2,20 | 3  | 0  | 3  | — | 0 | 3,33 |
| Итого в НХЛ | Итого в НХЛ        | Итого в НХЛ | 383 | 208 | 112 | 62 | 34 | 2,36 | 45 | 27 | 18 | — | 2 | 2,07 |